# Anna Hamilton
Anna Hamilton, nascuda l'11 de maig de 1864 a Fiesole, Itàlia –naturalitzada francesa–, i morta el 19 d'octubre de 1935 a Talença, França, fou infermera i metgessa, directora de la Casa de Salut Protestant de Bordeus (MSPB), deixebla de Florence Nightingale. Intervingué decisivament en l'evolució de la professió d'infermeria a França.

## Naixement i joventut
Anna Hamilton era filla de Zulma Pilatte, protestant francesa, i d'un aristòcrata anglès, Frederic Hamilton, emparentat amb la família reial, que va decidir establir-se a França, a la Riviera. Els seus pares van experimentar canvis de fortuna que els van fer desatendre l'educació dels fills. Llegint el llibre de Florence Nightingale, Notes on Nursing, Anna Hamilton va trobar la seva vocació, la cura. Després d'una adolescència retirada dedicada a les tasques domèstiques, va començar els estudis de Medicina als 23 anys.

## Estudis i formació
Va ser la primera estudiant, el novembre de 1890, a la Facultat de Medicina de Marsella. L'any 1891 va quedar primera a l'oposició final de curs, però va haver d'interrompre els estudis perquè el seu pare ja no podia pagar-li la pensió. En la recerca d'un treball remunerat, dirigí durant alguns mesos el dispensari dels nens malalts a Marsella, una primera experiència personal i directa d'infermeria. Després va marxar a Montpeller per completar els estudis de Medicina. Ella s'adonà que la cura i el tracte són dos actes complementaris, però per poder combinar-los tots dos cal personal format específicament. És per aquest motiu que va escollir Considerations on Hospital Nurses com a tema de tesi.
La seva va ser una tesi controvertida i discutida pel la comunitat mèdica francesa, molt conformista i masclista, que mostrava una consideració nul·la i fins i tot rebuig obert sobre el seu tema d'estudi. Era el primer cop que es prenia com a tema d'estudi les infermeres i, doncs, l'obra d'Anna Hamilton imposava el reconeixement d'aquest camp. I d'altra banda, mostrava el retard de França en la formació del personal d'infermeria.
El 1899 va fer conèixer les seves creences al banquer Élisée Déandréis (1838-1904), senador d'Hérault, administrador de l'hospital, que va acceptar finançar els treballs d'investigació necessaris per a la seva tesi i la seva publicació. Va anar a Anglaterra, Suïssa -Ginebra, Berna i Lausana-, després a Itàlia -a Gènova-, finalment a París, on va visitar els serveis d'assistència pública, per conèixer la situació real dels hospitals. Estant a Londres per a la investigació de la seva tesi, va assistir al primer Congrés Internacional d'Infermeres, organitzat per l'International Council of Nurses (ICN), i va conèixer tota l'extensió del moviment nascut a partir de les idees de Florence Nightingale, que estava desenvolupant un sistema educatiu per a dones joves dedicades tant a l'atenció hospitalària com a l'atenció domiciliària, que s'impartia en escoles hospitalàries dirigides per dones. Florence Nightingale subratllava la importància de les cures prestades per personal femení format, nursing, per consolidar els tractaments mèdics.
Anna Hamilton va dur a terme, com a part de la seva tesi, un treball d'investigació sobre la vida hospitalària i les pràctiques sanitàries. En la seva tesi, que defensà el juny de 1900, proposava una organització del treball hospitalari que subvertís la relació jeràrquica habitual entre dones i homes: des del seu punt de vista, les infermeres havien de mantenir, per a la prestació de l'atenció, una esfera d'autonomia independent de la del metge tractant. I per aquest motiu calia professionalitzar la formació d'aquest personal sanitari que fins aleshores era constituït per germanes religiosesː els agustins, les filles de la caritat, les diaconesses protestants, les hospitalàries de Lió, etc.

## Carrera professional

### 1900-1914: Primers anys al Centre de Salut Protestant de Bordeus
L'any 1863, les diferents esglésies protestants de la ciutat de Bordeus s'havien unit per fundar el Centre de Salut protestant de Bordeus (Maison de Santé Protestant de Bordeus, MSPB), destinat inicialment a atendre malalts pobres, així com mariners estrangers, on podien trobar una acollida respectuosa amb la seva filiació confessional. I a començaments del segle XX encara hi havia una important colònia britànica a Bordeus. El 1884, adscrita al centre, es fundà una petita escola d'infermeria.
Després de ser successivament dirigit per dones emparentades amb pastors protestants, l'any 1901 Anna Hamilton esdevingué primer metgessa resident oficialment designada i després directora de la MSPB. Compaginava les funcions de directora d'escola i de directora d'hospital i es dedicà a adaptar la MSPB als estàndards d'higiene pasteurians, amb el sanejament dels locals, la reorganització de la circulació de persones, aliments i mercaderies; l'ampliació del local; la renovació d'enllumenat, ventilació, esterilització (autoclau), equipaments (aigua, gas, enllumenat), instal·lacions sanitàries, safareig, cuina, així com la modernització de l'acollida de malalts, etc, mentre agilitzava també la gestió de l'administració i obria la porta del seu establiment a noves especialitats mèdiques.
A la seva escola, que cresqué ràpidament, les estudiants "infermeres» eren exclusivament noies. Internes durant dos anys, disposaven d'una habitació individual i d'un saló col·lectiu amb una biblioteca professional. Els estudis de les noies estaven refrendats amb títols i diplomes que acreditaven la seva formació. L'escola va passar a anomenar-se Florence Nightingale a partir del 1918.

### 1906: Una revista
Hamilton va fundar La Garde-Malade hospitalière, òrgan de les escoles d'infermeria, sistema Florence-Nightingale, nascut l'any 906 i desaparegut el 1914 a causa de la guerra. Era la primera revista francesa d'infermeria professional.
De 1922 a 1925 va publicar un altre butlletí, La Dame à la lampe, que va ser substituït pel Butlletí trimestral de l'escola Florence-Nightingale des de 1928 fins a 1932. Finalment Bagatelle, Butlletí de l'escola Florence-Nightingale i l'associació dels seus antics alumnes, va aparèixer des de 1933 fins a la Segona Guerra Mundial.
Anna Hamilton també va decidir crear una associació professional: el Consell Nacional Francès de Directores d'Hospitals, amb l'objectiu que els diplomes professionals adquirits a l'MSPB permetessin a les dones l'accés a càrrecs directius i bons sous. Lluny de les concepcions plebees parisenques, amb la seva escola, la revista i l'associació, Hamilton, per contra, segueix els passos de les britàniques Florence Nightingale i Ethel Fenwick.

### Influència nacional i internacional
Molt ràpidament es va donar a conèixer l'obra d'Anna Hamilton, que va ser valorada i s'expandí a altres escoles i centres.
El 1904, Anna Hamilton va ser una de les dues úniques dones acceptades com a membres assessors de l'Associació Protestant per a l'Estudi Pràctic de Qüestions Socials (APEQS), la primera manifestació francesa del que esdevindria el cristianisme social, juntament amb Julie Siegfried.
El Congrés Internacional d'Infermeres (ICN), que es va celebrar a París al juny de 1907, va reunir 300 dones. Només les dones franceses deleguen uns quants homes, metges i administradors. Aquesta és una oportunitat per plantejar la qüestió del personal sanitari i per visitar els assoliments existents, els de Léonie Chaptal i Gabrielle Alphen-Salvador.

### 1908: Infermeres visitants
Un dels èxits pioners de la MSPB sota la direcció d'Anna Hamilton va ser l'establiment d'un servei d'infermeria visitant per atendre pacients enllitats monitoritzats als serveis hospitalaris del centre de salut, una pràctica -amb implicacions de servei social- que l'acosta encara més al model anglès, que havia desenvolupat una experiència similar a Liverpool.

### Secularització hospitalària
L'escola municipal de Bordeus serveix de model als alcaldes de França que volen secularitzar les institucions hospitalàries de la seva ciutat. Així ho demostren les reiterades trobades socials que s'hi van organitzar durant el període: 1893, II Congrés Nacional d'Educació Física; el 1895, Congrés Nacional d'Assistència Pública i Caritat Privada; finalment, el 1907, Congrés d'Economia Social.
Com van fer, a la seva manera, els estudiants de Florence Nightingale a Anglaterra, les joves dones laiques formades a Bordeus estan eficaçment preparades per exercir arreu la seva professió fora de Bordeus i per gestionar la secularització de la seva professió.

### 1914-1918ː Hospital Militar Auxiliar núm. 2
La guerra va alterar la vida quotidiana de l'hospital que, tot i que encara acollia pacients, esdevingué l'Hospital Auxiliar n 2.

### El llegat de Bagatelle
La Casa de Salut Protestant de Bordeus va rebre al desembre de 1914 el llegat d'una gran propietat d'Elisabeth Bosc per construir nous edificis i augmentar les seves activitats: Bagatelle. Anna Hamilton, sempre molt pràctica, va aprofitar al màxim la finca Bagatelle durant aquest període de guerra, convertint el que era una finca de plaer en una propietat productiva: creixia herba als camins i es plantaven patates a la gespa; l'hivernacle es va convertir en granja de conills... Durant aquests quaranta-set mesos, la granja Bagatelle va proporcionar a la Maison de Santé ous, gallines, ànecs, conills, porcs, fruites, verdures i hortalisses.

### 1918: El viatge als Estats Units i l'internat

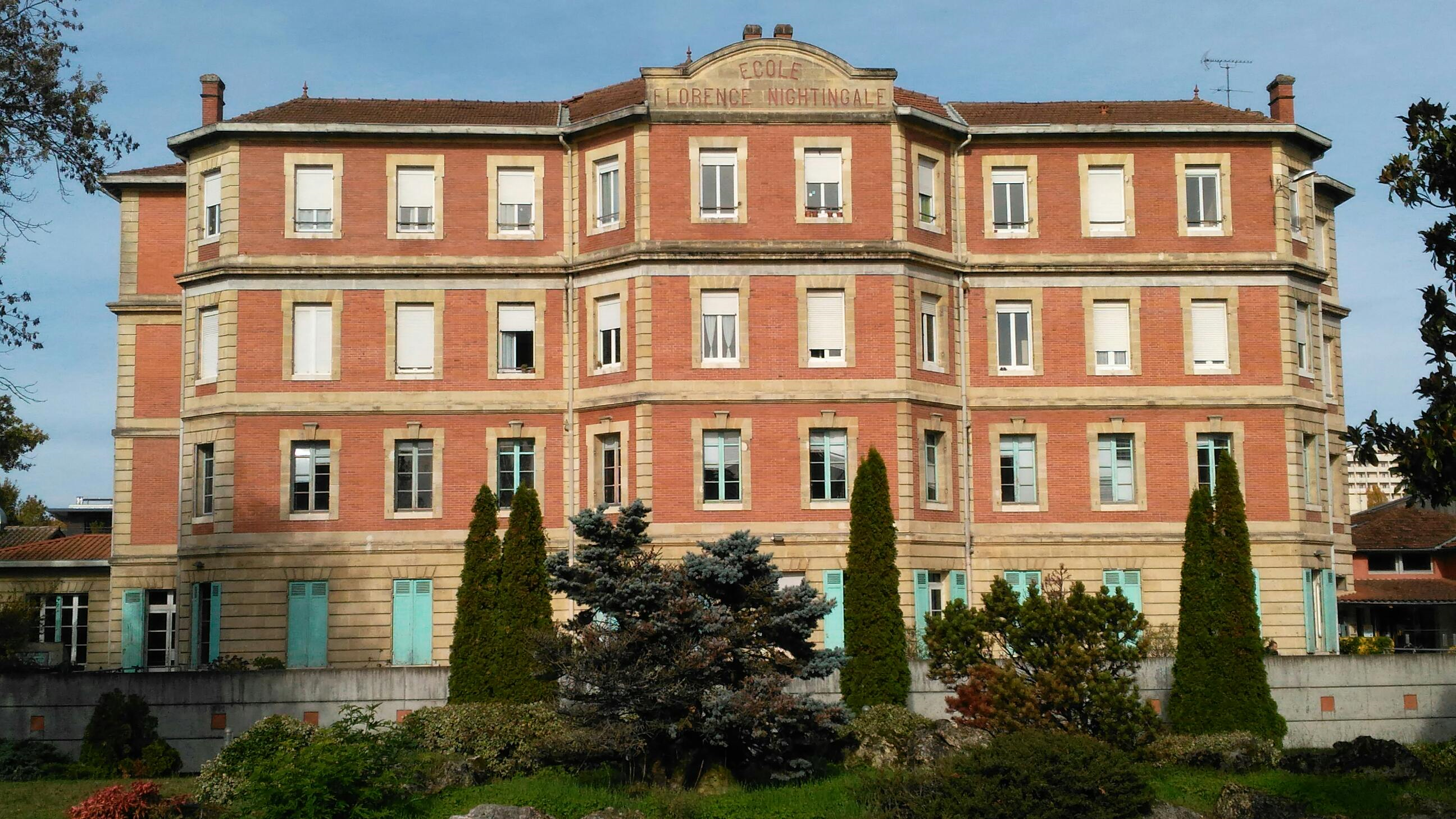
American Nurses Memorial - Internat de Bagatelle. Façana sud

A finals de 1918, Anna Hamilton s'embarca des de Bordeus cap als EEUU per trobar fons per construir el nou hospital, cosa que li va permetre ampliar l'abast de les seves relacions i adonar-se que el seu treball era ben conegut a Amèrica. Quan tornà a França s'enduia el suport i la mobilització de les infermeres americanes per ajudar-la en el seu projecte. Després d'una absència de tres mesos i mig, tornava amb molts projectes d'ajuda que li permetien ajornar la venda de la finca Bagatelle. L'any 1919, Edouard Seltzer, un protestant francès que explotava una gran finca agrícola a Algèria, va donar un capital per mantenir la finca Bagatelle al Centre de Salut Protestant, per construir un hospital. Però encara calia trobar fons addicionals. El juny de 1921 es va col·locar la primera pedra d'un internat financiat amb el suport d'una gran subscripció entre les infermeres estatunidenques.
Des de 1922, els diplomes estatals atorgaven estudis d'infermeria. La Florence Nightingale School, que va rebre el reconeixement estatal l'any 1923, serviria de model per obrir noves escoles.

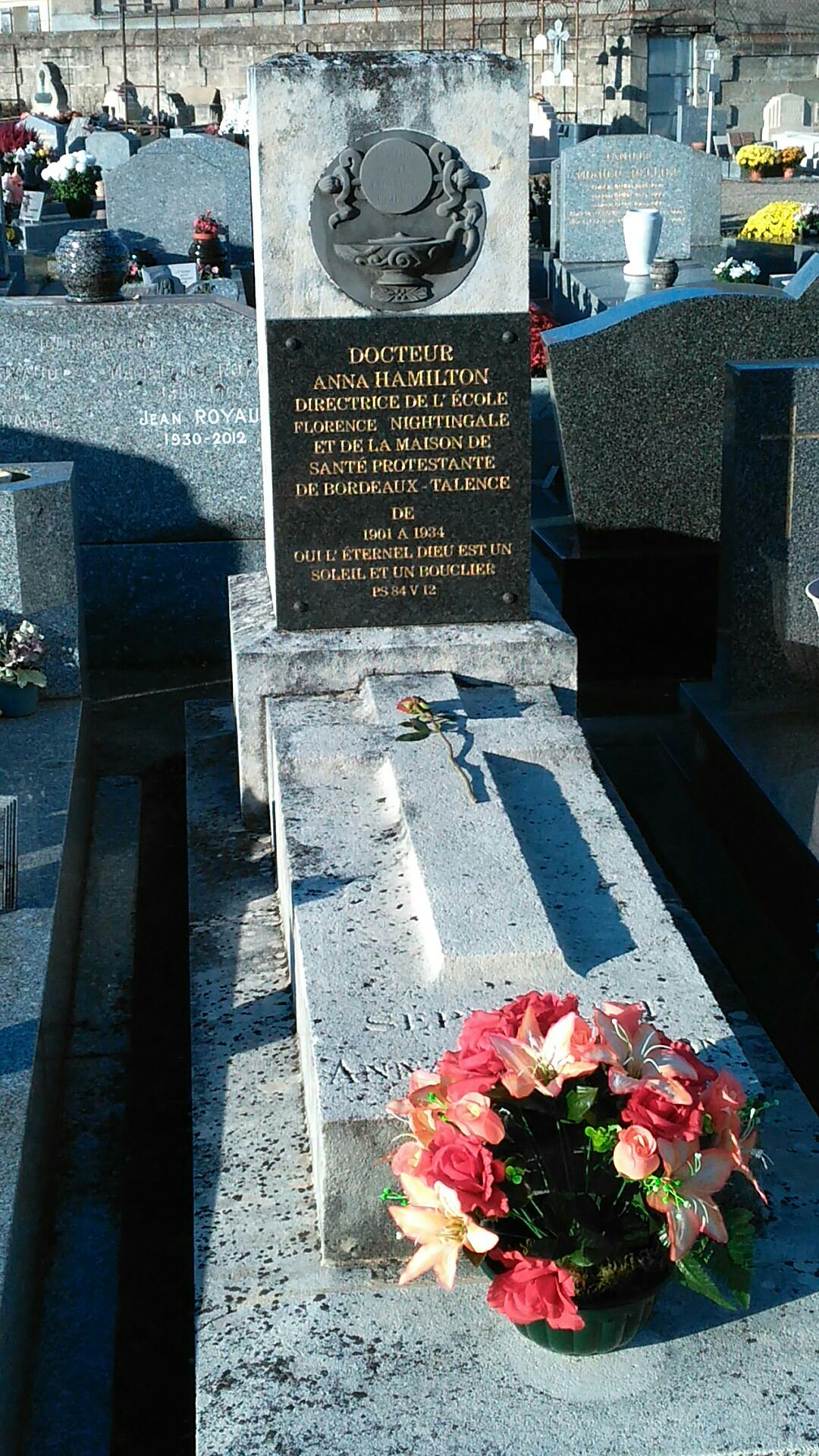
Tomba d'Anna Hamilton al Cementiri de Talença

Al juny de 1934 Anna Hamilton, malalta, va dimitir. Retirada a la finca Bagatelle, va morir el 19 d'octubre.

## Honors
En reconeixement del seu treball, va ser promoguda a Cavaller de la Legió d'Honor el 1930. És oficial d'educació pública i medallista d'or per a l'assistència pública.

## Publicacions
- Considérations sur les infirmières des hôpitaux (en francès). Hamelin frères, 1900, p. 335.
- Florence Nightingale ou la Dame à la lampe (en francès). La Cause, 1933, p. 216..
- Hamilton, Anna; Regnault, Félix. Les Gardes malades congréganistes, mercenaires, amateurs, professionnelles (en francès). Éditions Vigot frères, 1901..
- Amb Félix Regnault, «École hospitalière de gardes-malades de la Maison de santé protestante de Bordeaux», a Les Gardes-Malades, 14 p.